# Bernhard Wolff (Ministerialdirektor)
Bernhard Wolff (* 1886; † 1970) war ein Jurist und deutscher Ministerialbeamter.

## Leben
Wolff war Offizier im Ersten Weltkrieg. Er war von 1921 bis 1933 Ministerialrat im Preußischen Ministerium des Innern, dort im Referat Fremdenpolizei mit den nach Deutschland eingewanderten Ostjuden befasst. Nach der sogenannten Machtergreifung war er von 1933 bis 1941 am Preußischen Oberverwaltungsgericht, von 1941 bis 1945 als Ministerialrat im Reichsjustizministerium und als Richter am Oberprisenhof tätig.
Nach Ende des Zweiten Weltkriegs arbeitete er von 1948 bis 1949 in leitender Stellung bei der Verwaltung für Finanzen des Vereinigten Wirtschaftsgebiets. Nach Gründung der Bundesrepublik war er von 1949 bis 1956 im Bundesfinanzministerium tätig, dort im Rang eines Ministerialdirektors von 1950 bis 1954 Leiter der Abteilung VI (Rechtsangelegenheiten, Liquidation des Krieges, ab 1952 zusätzlich Zwischenstaatliche Finanzbeziehungen, Wiedergutmachung). 1952 war er Vorsitzender der deutschen Verhandlungsdelegation zur Rückzahlung der Clearingmilliarde an die Schweiz. Von 1954 bis 1956 war er Leiter des Arbeitskreises für die Wiedergutmachung.

## Ehrungen
- 1953: Großes Verdienstkreuz mit Stern der Bundesrepublik Deutschland